# Methia longipennis
Methia longipennis là một loài bọ cánh cứng trong họ Cerambycidae.